# Asura cuneigera
Asura cuneigera är en fjärilsart som beskrevs av Walker 1862. Asura cuneigera ingår i släktet Asura och familjen björnspinnare. Inga underarter finns listade i Catalogue of Life.